# Clinton River Trail
Der Clinton River Trail ist eine ehemalige Eisenbahnstrecke, die auf der Südseite von Auburn Hills (Michigan) nach Oakland County verläuft. Diese Bahnlinie wurde auch als „Michigan Airline“ bezeichnet. Seit 2003 wurde dieser Trail für Fußgänger und Radfahrer schrittweise zugänglich gemacht. Er ist Bestandteil eines Wegenetzes in Michigan, das noch im Aufbau ist. Er wird durch eine private Initiative gepflegt und steht der Allgemeinheit zur Verfügung.
Auf der Strecke zwischen Northern Opdyke Road und Rochester sind zahlreiche Schilder aufgestellt, welche die Historie der ehemaligen Bahnlinie zeigen. Die Strecke ist von Northern Opdyke nach Rochester abfallend. Die heutige Strecke verläuft nahezu komplett auf dem ehemaligen Gleisbett, lediglich an Kreuzungen wie Auburn Hills Downtown gibt es aus verkehrstechnischen Gründen leichte Abweichungen. Die Strecke ist ganzjährig geöffnet. Teile des Gleisbettes sind zu Anschauungszwecken erhalten.
Die heute zugängliche Strecke endet auf der Südseite von Downtown Rochester und geht in den Macomb Orchard Trail über. Auf der Westseite liegt der West Bloomfield Trail Richtung Pontiac.